# Abrostola
Abrostola là một chi bướm đêm thuộc họ Noctuidae.

## Các loài
- Abrostola abrostolina Butler, 1879[2]
- Abrostola agnorista Dufay, 1956[3]
- Abrostola anophioides Moore, 1882[4]
- Abrostola asclepiadis Denis & Schiffermüller, 1775[5]
- Abrostola bettoni Dufay, 1958[6]
- Abrostola brevipennis Dufay, 1958[6]
- Abrostola canariensis Hampson, 1913[7]
- Abrostola clarissa Staudinger, 1900[8]
- Abrostola confusa Dufay, 1958[6]
- Abrostola congolensis Dufay, 1958[9]
- Abrostola dejeani Dufay, 1958[10]
- Abrostola fallax Dufay, 1975[11]
- Abrostola gabori Ronkay, 1987
- Abrostola hyrcanica Hacker & Ebert, 2002
- Abrostola imitatrix Dufay, 1975[11]
- Abrostola karsholti Ronkay & Thöny, 1997[12]
- Abrostola kaszabi Dufay, 1971[13]
- Abrostola korbi Dufay, 1958[14]
- Abrostola major Dufay, 1958[10]
- Abrostola marmorea Dufay, 1958[6]
- Abrostola microvalis Ottolengui, 1919[15]
- Abrostola obliqua Dufay, 1958[6]
- Abrostola obscura Dufay, 1958[10]
- Abrostola oculea Dufay, 1958[6]
- Abrostola ovalis Guenée, 1852[16]
- Abrostola pacifica Dufay, 1960[17]
- Abrostola parvula Barnes & McDunnough, 1916[18]
- Abrostola peruviana Ronkay & Thöny, 1997
- Abrostola proxima Dufay, 1958[10]
- Abrostola pulverea Dufay, 1958[6]
- Abrostola rougeoti Dufay, 1977[19]
- Abrostola schintlmeisteri Behounek & Ronkay, 1999[20]
- Abrostola sugii Dufay, 1960[17]
- Abrostola suisharyonis Strand, 1920[21]
- Abrostola triopis Hampson, 1902[22]
- Abrostola tripartita - The Spectacle Hufnagel, 1766[23]
- Abrostola triplasia - Dark Spectacle Linnaeus, 1758[24]
- Abrostola ugartii Ronkay & Thöny, 1997[12]
- Abrostola urentis Guenée, 1852[16]
- Abrostola ussuriensis Dufay, 1958[9]
- Abrostola violacea Dufay, 1958[6]

## Hình ảnh

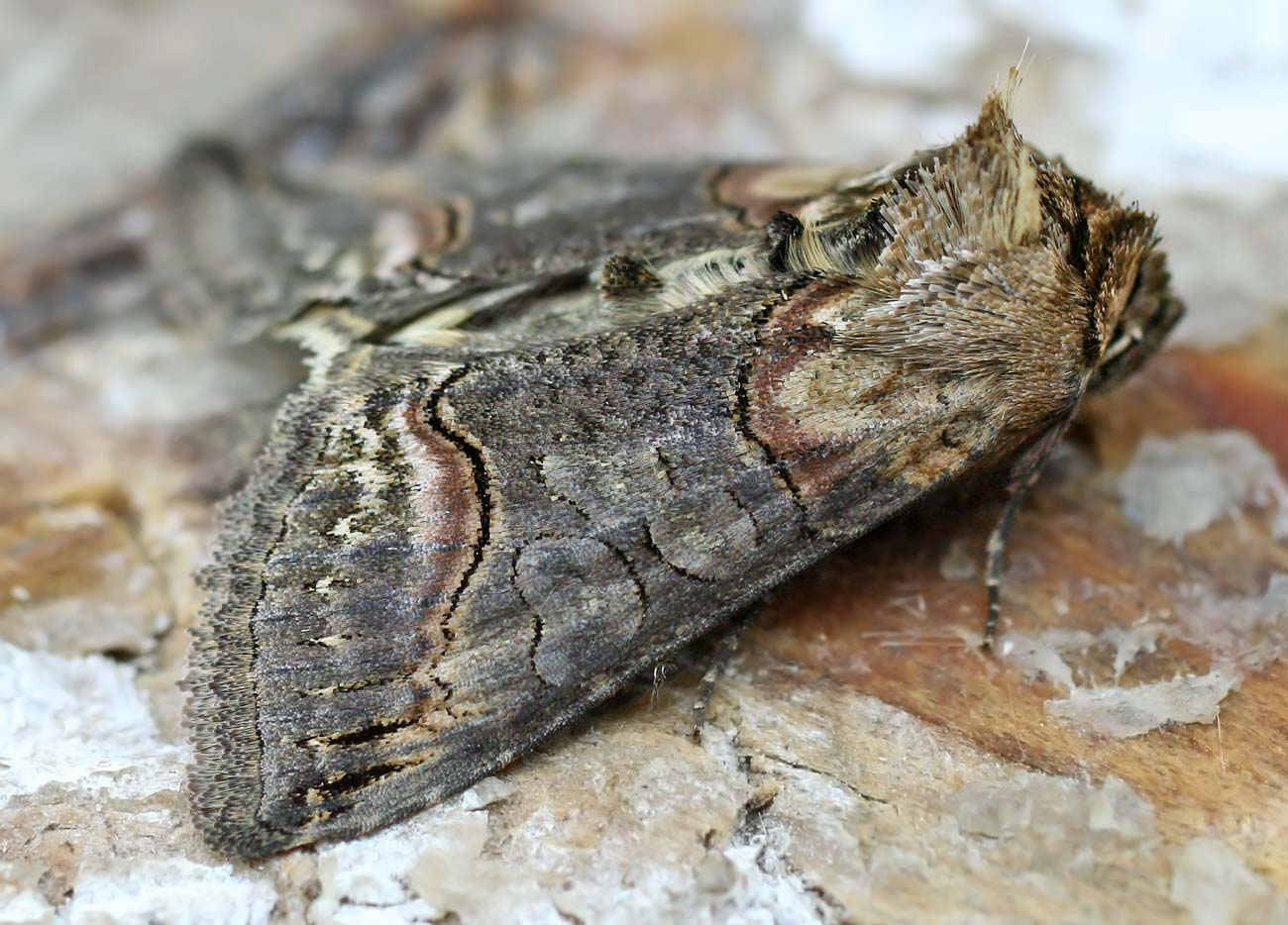
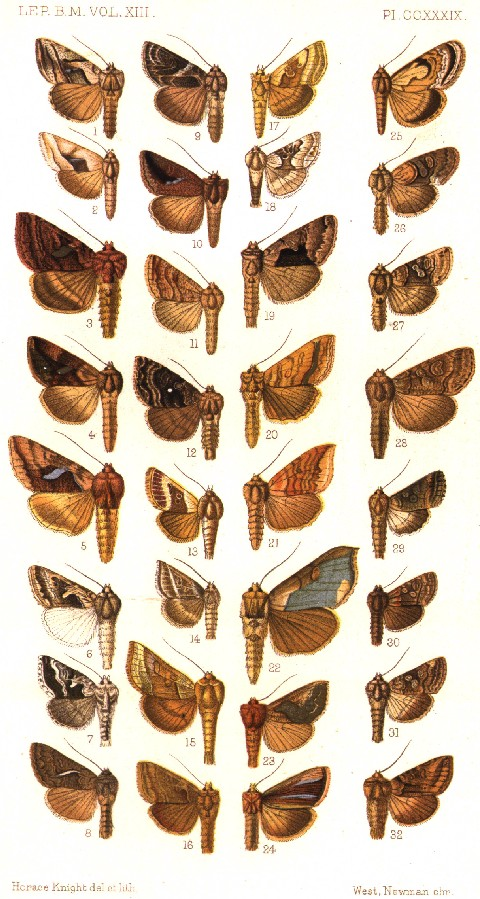
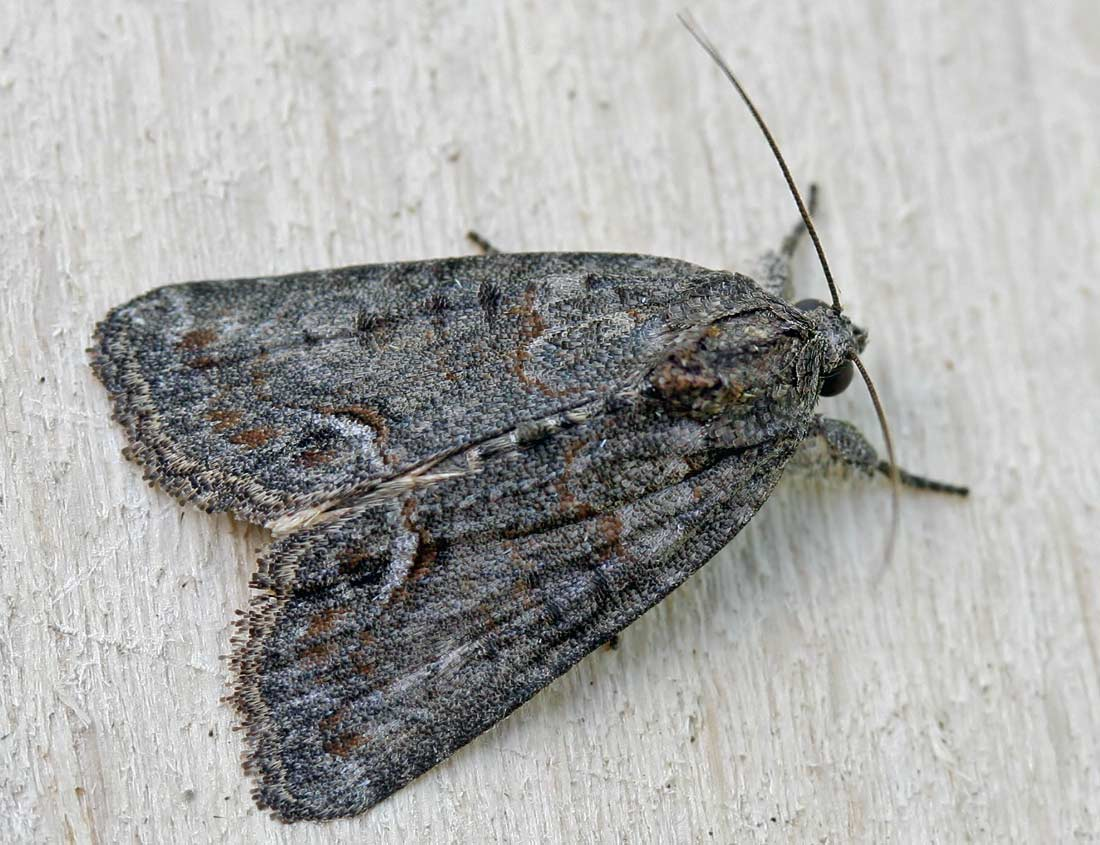